# チャック・ジェームズ
チャック・ジェームズ（Charles Hamilton "Chuck" James , 1981年11月9日 - ）は、アメリカ合衆国ジョージア州出身の元プロ野球選手（投手）。

## 経歴

### プロ入りとマイナー時代とブレーブス時代
2002年のMLBドラフト20巡目で、アトランタ・ブレーブスに入団。
2005年1Aからメジャーまで一気に昇格し、9月28日にメジャーデビューを果たした。わずか2試合の登板であったが、防御率1.59をマーク。また、フィル・ニークロ賞を受賞した。
2006年はブルペン要員として開幕メジャーの切符をつかんだものの、5月にはマイナーへ降格した。しかし、マイク・ハンプトンがトミー・ジョン手術でリハビリ中、ホライシオ・ラミレスとジョン・トムソンの故障や不振などが重なり、6月末に先発要員としてメジャーへ呼び戻されることとなった。実質1年目でありながら、シーズントータルで25試合（先発が18試合）に登板し、11勝4敗、防御率3.78をマーク。来期の先発ローテーション入りをほぼ確実なものにした。
2007年は、開幕からジョン・スモルツ・ティム・ハドソンに続く、先発3番手としてローテーション入りを果たし、昨シーズンと同じく11勝を挙げた。しかし、オールスター前後から左肩の具合がおもわしくなく、前半戦だけで8勝をマークしていたのだが、後半戦は3勝と尻すぼみとなった。特に8月は0勝で、防御率は8.59と絶不調であった。そのため、メッツ・フィリーズと熾烈なプレーオフ争いを繰り広げていたチームが失速し、プレーオフ進出を逃す一因となってしまった。また、同年11月には結婚をした。

### ナショナルズ傘下時代
2010年は、ワシントン・ナショナルズ傘下のマイナーチームでプレー。

### ツインズ時代
2011年は、ミネソタ・ツインズで3年振りにメジャー昇格を果たした。オフに、FAとなった。
また、11月8日から、エンリケ・ゴンザレス、テリー・ティフィーと共に埼玉西武ライオンズの入団テストを受けたが、不合格となった。

### メッツ傘下時代
2011年11月15日に、ニューヨーク・メッツとマイナー契約を結んだ。
2012年は、開幕を傘下AAAのバッファロー・バイソンズで迎えた。18試合に登板したが、成績不振で7月5日に、解雇された。その後、現役引退した。

## 投球スタイル
抜群の制球力を生かし、緩急をつけるピッチングが持ち味。タイプ的にトム・グラビンと似ている。そのため、"トム・グラビン2世"と言われ、よく比較される。

## 詳細情報

### 年度別投手成績
| 年 度     | 球 団     | 登 板 | 先 発 | 完 投 | 完 封 | 無 四 球 | 勝 利 | 敗 戦 | セ 丨 ブ | ホ 丨 ル ド | 勝 率 | 打 者 | 投 球 回 | 被 安 打 | 被 本 塁 打 | 与 四 球 | 敬 遠 | 与 死 球 | 奪 三 振 | 暴 投 | ボ 丨 ク | 失 点 | 自 責 点 | 防 御 率 | W H I P |
| --------- | --------- | ----- | ----- | ----- | ----- | -------- | ----- | ----- | -------- | ----------- | ----- | ----- | -------- | -------- | ----------- | -------- | ----- | -------- | -------- | ----- | -------- | ----- | -------- | -------- | ------- |
| 2005      | ATL       | 2     | 0     | 0     | 0     | 0        | 0     | 0     | 0        | 0           | ----  | 23    | 5.2      | 4        | 0           | 3        | 0     | 0        | 5        | 1     | 0        | 1     | 1        | 1.59     | 1.24    |
| 2006      | ATL       | 25    | 18    | 0     | 0     | 0        | 11    | 4     | 0        | 0           | .733  | 504   | 119.0    | 101      | 20          | 47       | 2     | 6        | 91       | 2     | 0        | 54    | 50       | 3.78     | 1.24    |
| 2007      | ATL       | 30    | 30    | 0     | 0     | 0        | 11    | 10    | 0        | 0           | .524  | 691   | 161.1    | 164      | 32          | 58       | 5     | 1        | 116      | 1     | 1        | 77    | 76       | 4.24     | 1.38    |
| 2008      | ATL       | 7     | 7     | 0     | 0     | 0        | 2     | 5     | 0        | 0           | .286  | 146   | 29.2     | 36       | 10          | 20       | 2     | 3        | 22       | 1     | 1        | 30    | 30       | 9.10     | 1.89    |
| 2011      | MIN       | 8     | 0     | 0     | 0     | 0        | 0     | 0     | 0        | 0           | ----  | 46    | 10.1     | 12       | 1           | 4        | 0     | 0        | 8        | 0     | 2        | 7     | 7        | 6.10     | 1.55    |
| 通算：5年 | 通算：5年 | 72    | 55    | 0     | 0     | 0        | 24    | 19    | 0        | 0           | .558  | 1410  | 326      | 317      | 63          | 132      | 9     | 10       | 242      | 5     | 4        | 169   | 164      | 4.53     | 1.38    |

- 2011年度シーズン終了時
- 各年度の太字はリーグ最高

### 背番号
- 36 （2005年 - 2008年）
- 44 （2011年 - ）